# Miguel Ángel Bordón
Miguel Ángel Bordón (Rosario, Provincia de Santa Fe, Argentina, 27 de octubre de 1952 – Dolores (Buenos Aires), 16 de junio de 2003) fue un futbolista que jugaba de defensor lateral izquierdo. 
Fue campeón de la Copa Libertadores 1978 y de la Copa Intercontinental 1977 con la camiseta de Boca Juniors. Falleció prematuramente a causa de un paro cardíaco ocurrido durante un partido a beneficencia de exfutbolistas argentinos.

## Carrera

### Club
La carrera de Bordón se desarrolló casi exclusivamente en Argentina, excepto por breves experiencias en México en el Atlas, y en Colombia en el Atlético Nacional.
Hace su debut en el San Lorenzo de Almagro, con el cual disputa 3 partidos. Pasa luego al Club Atlético Nueva Chicago: en tres temporadas juega 94 encuentros, logrando marcar 20 goles. En 1977 pasa al Chacarita Juniors: con la camiseta de Los Funebreros juega 128 partidos (su récord de presencias con la misma camiseta) y 28 goles.
Después de una breve experiencia (6 partidas) en el Talleres de Córdoba, en 1978 firma con el Boca Juniors, alcanzando el punto más alto de su carrera. Con los Xeneizes disputa 82 partidos de campeonato, y gana la Copa Intercontinental 1977 y la Copa Libertadores 1978; en las semifinales de Libertadores contra el Atlético Mineiro marca los dos goles para el 2-0 final.
En 1981 pasa a Argentinos Juniors junto con Salinas, Santos, Zanabria y Randazzo, a cambio del pase de Diego Armando Maradona. En el mismo año pasa al Atlas de Guadalajara de México, y el año siguiente pasa al Atlético Nacional de Medellín, Colombia.
Regresa a la Argentina y en 1985 juega en Huracán Las Heras, pasando luego a Temperley. Cierra la carrera vistiendo las camisetas de Colón, San Telmo, Deportivo Urdinarrain y Deportivo Maipú.
Además dentro del Club Atlético Boca Juniors, como lo refiere el historiador Ulises Barreiro, fue Técnico del 1º equipo de fútbol Femenino del club xeneize en la temporada de 1996. Donde consiguió un 2º puesto en el torneo de A.F.A. del fútbol femenino de esa temporada.

### Nacional
Bordón jugó en la Selección Nacional en 1979, convocado por Menotti para la Copa América; con la Albiceleste disputó los 4 partidos de la competición.

## Palmarés

### Copas internacionales
| Título                | Club         | Sede         | Año  |
| --------------------- | ------------ | ------------ | ---- |
| Copa Intercontinental | Boca Juniors | Karlsruhe    | 1977 |
| Copa Libertadores     | Boca Juniors | Buenos Aires | 1978 |